# Anteias (Sohn des Odysseus)
Anteias (altgriechisch Ἀντείας Anteías, auch Ἀντίας Antías) ist eine Gestalt der griechischen Mythologie.
Laut dem griechischen Historiker Xenagoras war Anteias ein Sohn des Odysseus und der Zauberin Kirke. Diese gebar  Odysseus noch zwei weitere Söhne namens Rhomos und Ardeias. Die drei Brüder hätten die nach ihnen benannten Städte Antium, Rom und Ardea gegründet.